# Beck Hansen
Beck Hansen, född Bek David Campbell 8 juli 1970 i Los Angeles, Kalifornien, är en amerikansk musiker, singer-songwriter och multiinstrumentalist känd under sitt artistnamn Beck. Han slog igenom internationellt med singeln "Loser" från albumet Mellow Gold 1994. Han följde upp framgången med singeln "Where It's At" från albumet Odelay 1996.
Beck blev i och med Odelay känd för sin förmåga att blanda olika musikstilar och göra det till ett eget sound. På skivan hade han hjälp av tidigare Beastie Boys-producenterna The Dust Brothers (Mike Simpson och John King). Med hjälp av Becks fascination för blues, elektronisk musik och hiphop, samt mängder av samplingar så skapades ett sound som var helt unikt för sin tid. Beck har efter sitt genombrott fortsatt att skapa musik som är oförutsägbar och låter aldrig två album låta likadant. 2015 vann Beck en Grammy för albumet Morning Phase i kategorin Album of the Year.

## Musikalisk stil
Becks musikaliska stil har ansetts tillhöra alternativ rock och indierock. Han är känd för att spela många av instrumenten själv i sin musik  och även för sin säregna användning av musikaliska element med syntetiserade ljud influerat av en rad olika populärmusikaliska traditioner, som hiphop, robot funk och blues.

## Privatliv
Från 2004 fram till 2019 var han gift med skådespelaren Marissa Ribisi, tvillingsyster till Giovanni Ribisi. Av en slump var det Becks mor Bibbe Hansen som hjälpte tvillingarna Ribisi till världen, trots att hon inte är utbildad barnmorska. Tillsammans har Beck och Marissa Ribisi två barn. Både Beck och hans hustru har växt upp inom scientologin.

## Diskografi
- 1993 - Golden Feelings
- 1994 - A Western Harvest Field by Moonlight
- 1994 - Stereopathetic Soulmanure
- 1994 - Mellow Gold
- 1994 - One Foot in the Grave
- 1996 - Odelay
- 1998 - Mutations
- 1999 - Midnite Vultures
- 2002 - Sea Change
- 2005 - Guero
- 2006 - The Information
- 2008 - Modern Guilt
- 2014 - Morning Phase
- 2017 - Colors
- 2019 - Hyperspace